# Brigitta Brandt
Brigitta Brandt (verheiratete Brigitta Mankertz) ist eine ehemalige deutsche Basketballspielerin.

## Werdegang
Brandt spielte in der Saison 1981/82 mit dem Hamburger TB (HTB) in der Bundesliga. Nach dem Rückzug des HTB aus der höchsten deutschen Spielklasse wechselte sie als Spielertrainerin zum Oberligisten TuS Alstertal. Später war sie mittlerweile als Brigitta Mankertz bis 2019 jahrzehntelang Trainerin beim Nachfolgeverein SC Alstertal-Langenhorn. 2005 führte sie gemeinsam mit Sonja Barnert und Uwe Barnert die U16 des Vereins zum Gewinn der deutschen Meisterschaft, zu ihren Spielerinnen gehörten dabei auch ihre Tochter Pia Mankertz sowie Stina Barnert, die beide später A-Nationalspielerinnen wurden.